# ラコネ

ラコネの紋章

ラコネ（Lacconex）はスイス連邦、ジュネーヴ州の西部に位置する基礎自治体(コミューンcommune)。ジュネーヴ州のアヴュジー、カルティニー、ベルネ、ソラルのコミューンに囲まれている。

## データ
- 面積:3.92 km²
- 人口:628人(2008年1月)